# Emilio Lora-Tamayo
Emilio Lora-Tamayo D'Ocon (Madrid, 5 de noviembre de 1950-Madrid, 29 de marzo de 2024) fue un físico y catedrático universitario español, dos veces presidente del Consejo Superior de Investigaciones Científicas, y rector honorario vitalicio de la Universidad Camilo José Cela.

## Biografía
Nacido el 5 de noviembre de 1950 en Madrid, era hijo de Manuel Lora-Tamayo, ministro de Educación (1962-1968) y también presidente del Consejo Superior de Investigaciones Científicas (1967-1971). Se doctoró en Ciencias Físicas por la Universidad de Madrid, completó su formación en la Escuela Superior de la Aeronáutica y del Espacio y en el Laboratorio de Informática y Electrónica de Francia.
Comenzó su trabajo antes del doctorado en el Consejo Superior de Investigaciones Científicas, dedicado en especial a la microelectrónica. Fue uno de los investigadores que trabajó durante el desastre del Prestige desde el Comité Científico Asesor convocado por el gobierno español de José María Aznar. Previamente, ganó la plaza de Catedrático de Electrónica de la Universidad Autónoma de Barcelona. Fue vicepresidente de Investigación Científica y Técnica del CSIC entre 1996 y 2003. En 2003 fue nombrado presidente del CSIC por el Gobierno de José María Aznar. Entre 2008 y 2012 dirigió el Instituto de Microelectrónica de Barcelona del CSIC hasta el momento en que fue nombrado nuevamente presidente del CSIC por el Gobierno de Mariano Rajoy.
Fue nombrado en noviembre de 2017 rector de la UIMP, pero menos de un año después, el Ministerio de Ciencia, Innovación y Universidades, presidido por Pedro Duque, le exigió su dimision. En un primer momeno declinó, pero el ministerio presentó una moción de censura en noviembre de 2018 después de haber renovado poco antes el Patronato, órgano encargado de la decisión, tras lo cual accedió a presentar su renuncia. Según Lora-Tamayo, el Gobierno le solicitó su dimisión para poner a una mujer en el cargo, aduciendo la secretaría de Estado, Ángeles Heras Caballero, que esa era la línea política del Gobierno. Le sucedió en el cargo María Luz Morán Calvo-Sotelo, hija de Fernando Morán López, doctora en Ciencias Políticas y Sociología por la Universidad Complutense de Madrid.
Durante su carrera académica, publicó más de cien artículos en revistas científicas y presentó más de 150 comunicaciones a congresos nacionales e internacionales. Es coautor de siete patentes. Asimismo, fue miembro de la Real Academia San Dionisio de Jerez y de la Real Academia de Ciencias y Artes de Barcelona.
Su último trabajo fue como rector de la Universidad Camilo José Cela (2020-2023).
Falleció el 29 de marzo de 2024, a los 73 años de edad.

## Controversias
Unas declaraciones de Lora-Tamayo realizadas en noviembre de 2014 describiendo la fuga de cerebros en España como una «leyenda urbana exagerada» causaron gran malestar en la comunidad científica española, en el contexto de disminución de investigadores en el CSIC y emigración a institutos en el extranjero.
También fue criticada la destitución fulminante, argumentada en «falta de confianza», del director de la Estación Biológica de Doñana, Juan José Negro, a diez meses del fin de su mandato, el 30 de septiembre de 2015. Negro había sido propuesto por una mayoría de sus compañeros investigadores. La organización ecologista WWF manifestó que no le gustaría que la destitución hubiese sido «un castigo por su postura tan clara y ejemplar en la gestión de Doñana en asuntos como el dragado del Guadalquivir, la reapertura de las minas de Aznalcóllar o la reclamación de fondos para que pueda seguir la Estación Biológica de Doñana».